# Chet Baker Introduces Johnny Pace Accompanied by The Chet Baker Quintet
| Recensione | Giudizio |
| ---------- | -------- |
| AllMusic   |          |

Chet Baker Introduces Johnny Pace Accompanied by The Chet Baker Quintet è un album del trombettista jazz statunitense Chet Baker e del cantante Johnny Pace, pubblicato dalla casa discografica Riverside Records nell'aprile del 1959
.

## Tracce

### LP
Lato A (RLP 12-292 A)
1. All or Nothing at All – 3:15 (testo: Jack Lawrence – musica: Arthur Altman) – Registrato il 23 dicembre 1958, New York
2. Crazy, She Calls Me – 4:06 (testo: Bob Russell – musica: Carl Sigman) – Registrato il 23 dicembre 1958, New York
3. The Way You Look Tonight – 3:09 (testo: Dorothy Fields – musica: Jerome Kern) – Registrato il 29 dicembre 1958, New York
4. This Is Always – 3:31 (testo: Mack Gordon – musica: Harry Warren) – Registrato il 30 dicembre 1958, New York
5. When the Sun Comes Out – 3:59 (testo: Ted Koehler – musica: Harold Arlen) – Registrato il 29 dicembre 1958, New York

Lato B (RLP 12-292 B)
1. What Is There to Say? – 3:34 (testo: Yip Harburg – musica: Vernon Duke) – Registrato il 29 dicembre 1958, New York
2. Everything I've Got Belongs to You – 2:37 (testo: Lorenz Hart – musica: Richard Rodgers) – Registrato il 29 dicembre 1958, New York
3. We Could Make Such Beautiful Music Together – 3:09 (testo: Robert Sour – musica: Henry Manners) – Registrato il 30 dicembre 1958, New York
4. It Might as Well Be Spring – 3:44 (testo: Oscar Hammerstein II – musica: Richard Rodgers) – Registrato il 23 dicembre 1958, New York
5. Yesterdays – 4:56 (testo: Otto Harbach – musica: Jerome Kern) – Registrato il 30 dicembre 1958, New York

## Musicisti
All or Nothing at All / Crazy, She Calls Me / It Might as Well Be Spring
- Chet Baker – tromba
- Johnny Pace – voce
- Herbie Mann – flauto
- Joe Berle – pianoforte
- Vinnie Burke – contrabbasso
- Philly Joe Jones – batteria

The Way You Look Tonight / This Is Always / When the Sun Comes Out / What Is There to Say? / Everything I've Got Belongs to You / We Could Make Such Beautiful Music Together / Yesterdays
- Chet Baker – tromba
- Johnny Pace – voce
- Herbie Mann – flauto
- Vinnie Burke – contrabbasso
- Ed Thigpen – batteria[4]

Note aggiuntive
- Bill Grauer e Orrin Keepnews – produttori
- Registrazioni effettuate al Reeves Sound Studios, New York City, New York
- Jack Higgins – ingegnere delle registrazioni
- Paul Bacon, Ken Braren, Harris Lewine – design e produzione copertina album originale
- Lawrence Shustak – foto retrocopertina album originale[5]